# Kris Van Dijck
Pour les articles homonymes, voir van Dijck.
Kris R.S. Van Dijck, né le 2 octobre 1963 à Turnhout, est un homme politique belge flamand, membre de la Volksunie puis de la Nieuw-Vlaamse Alliantie (N-VA), dont il fut le secrétaire de parti de 2002 à 2005.
Il est enseignant. Il est élu député européen en 2024.

## Fonctions politiques
- Conseiller communal à Dessel depuis 1989
- Echevin à Dessel de 1989 à 1994
- Bourgmestre de Dessel :
  - de 1995 à 2000
  - depuis 2007
- député au Parlement flamand :
  - depuis le 13 juin 1995